# Polysyncraton fadeevi
Polysyncraton fadeevi är en sjöpungsart som beskrevs av Romanov 1989. Polysyncraton fadeevi ingår i släktet Polysyncraton och familjen Didemnidae. Inga underarter finns listade i Catalogue of Life.